# سمير أحمد الشريف
سمير أحمد حسن الشريف ويشتهر سمير أحمد الشريف (مواليد 4 ديسمبر 1954 في النويعمة، فلسطين) هو كاتب أردني. عمل معلمًا في وزارة التربية والتعليم الأردنية والإماراتية. وكتب للقسم العربي في هيئة الإذاعة البريطانية (بي بي سي) في البرامج الثقافية: "عالم الأدب" و"الحديث الثقافي" و"ثمرات المطابع"، كما كتب في مجلات أدبية وثقافية عربية من بينها: "الدوحة و"العربي" و"البحرين الثقافية" و"المجلة العربية" و"الفيصل" و"الجسرة الثقافية" و"الرافد" و"البيان".

## دراسته
حصل على شهادة البكالوريوس في اللغة الانجليزية.

## مؤلفاته
- «الزئير بصوت مجروح» (قصص)، 1994[2][3]
- «عطش الماء» (قصص)، 2006[4]
- «مرايا الليل» (قصص)، 2011[5]
- «الوجوه والأقنعة: دراسات ومكاشفات في الرواية السعودية الحديثة»، 2011[6]
- «همس الشبابيك» (ديوان شعري)، 2014[7][8]
- «المطر والغياب: مراجعات في القصة السعودية القصيرة»، 2015[9]
- «مسا...فات» (مجموعة قصصية)[10]
- «ماذا لو؟!» (قصة)، 2021[11][12]

## جوائز
- جائزة رابطة الكتاب الأردنيين للكتاب الشباب[1][13]
- جائزة نادي أبها الأدبي للقصة القصيرة[13]
- جائزة مجلة المنهل للقصة القصيرة[1][13]